# Adolf-Grimme-Preis 1965
Der 2. Adolf-Grimme-Preis wurde 1965 verliehen. Die Preisverleihung fand am 14. Januar 1965 in Marl statt.

## Preisträger

### Adolf-Grimme-Preis mit Gold
- Heinar Kipphardt (Buch) und Franz Peter Wirth (Regie) (für die Sendung Die Geschichte von Joel Brand, WDR)

### Adolf-Grimme-Preis mit Silber
- Klaus Simon (Redaktion bei Der Dichter und seine Stadt: James Joyce und Dublin, WDR)
- ZDF (für die Sendung Zur Person - Hannah Arendt)

### Adolf-Grimme-Preis mit Bronze
- Heinz Haber (für das Buch zu Der Laser, NDR)
- André Libik: (für die Dokumentation Trotzki - Tod eines Propheten  SFB)

### Preis der Presse
- Klaus Simon (Redaktion und Buch), Kurt Heinrich Hansen (Buch), Michael Mrakitsch (Regie) und Jossi Kaufmann (Kamera) (für die Sendung Der Dichter und seine Stadt: James Joyce und Dublin, WDR)
- Rudolf Friedrich (Kamera), Peter Scholl-Latour (Reportage) (für die Sendung Die Rächer Lumumbas, WDR)

### Besondere Anerkennung der Presse-Jury
- Günter Gaus (für die Regie in Zur Person - Hannah Arendt)

### Lobende Erwähnung
- Ernst von Khuon (für das Buch und die Regie in Das rätselvollste Organ: Unser Gehirn, SWF)
- ZDF (für die Sendung Die zweite Revolution: Automaten übernehmen die Arbeit)
- ZDF (für die Sendung Die Weimarer Republik, 2. Folge: Von Weimar nach Versailles)
- WDR (für die Sendung Kunst authentisch—Max Ernst)